# 자이언 캐니언
자이언 협곡(Zion Canyon, 리틀 자이언, 무쿤투윕, 무-룬'-투-윕, 스트레이트 캐년이라고도 불리며, 위프는 파이우트어로 협곡을 뜻한다)은 미국 유타주 남서부에 위치한 깊고 좁은 협곡으로, 노스포크 버진강이 침식하여 형성되었다. 거의 전체 협곡이 자이언 국립공원 서부에 위치한다.

## 설명

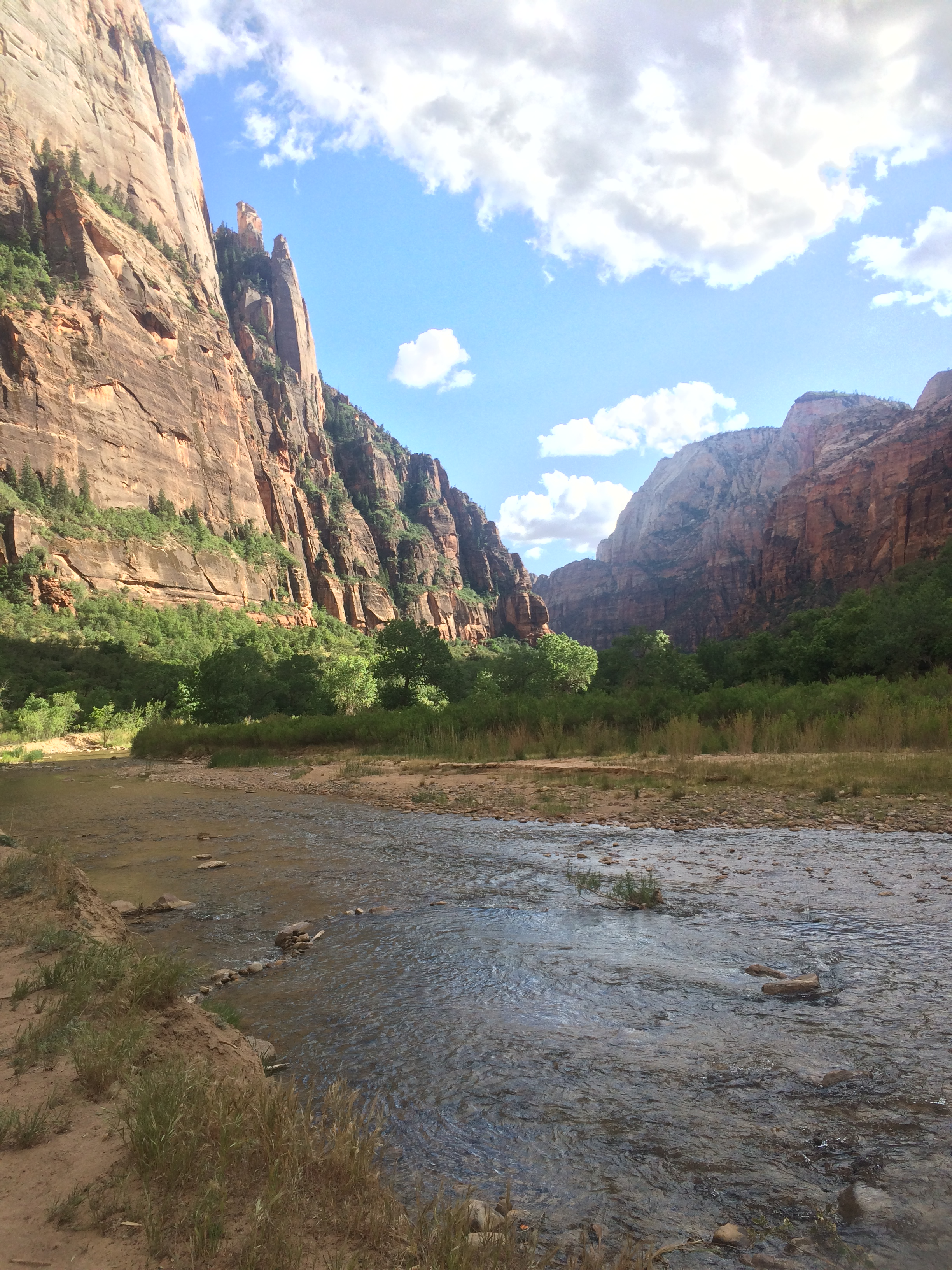
협곡의 측면 전경

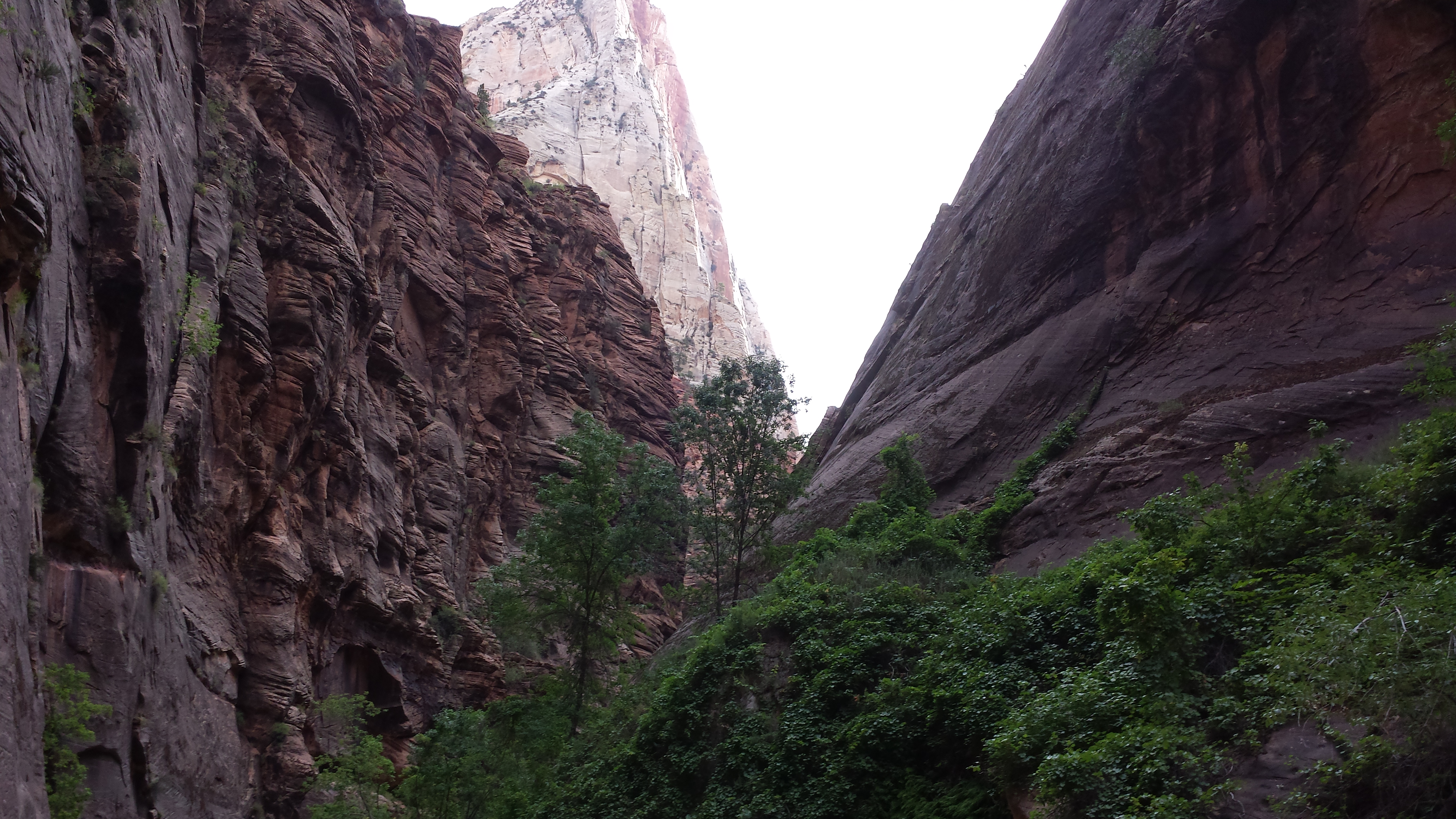
자이언 내로우

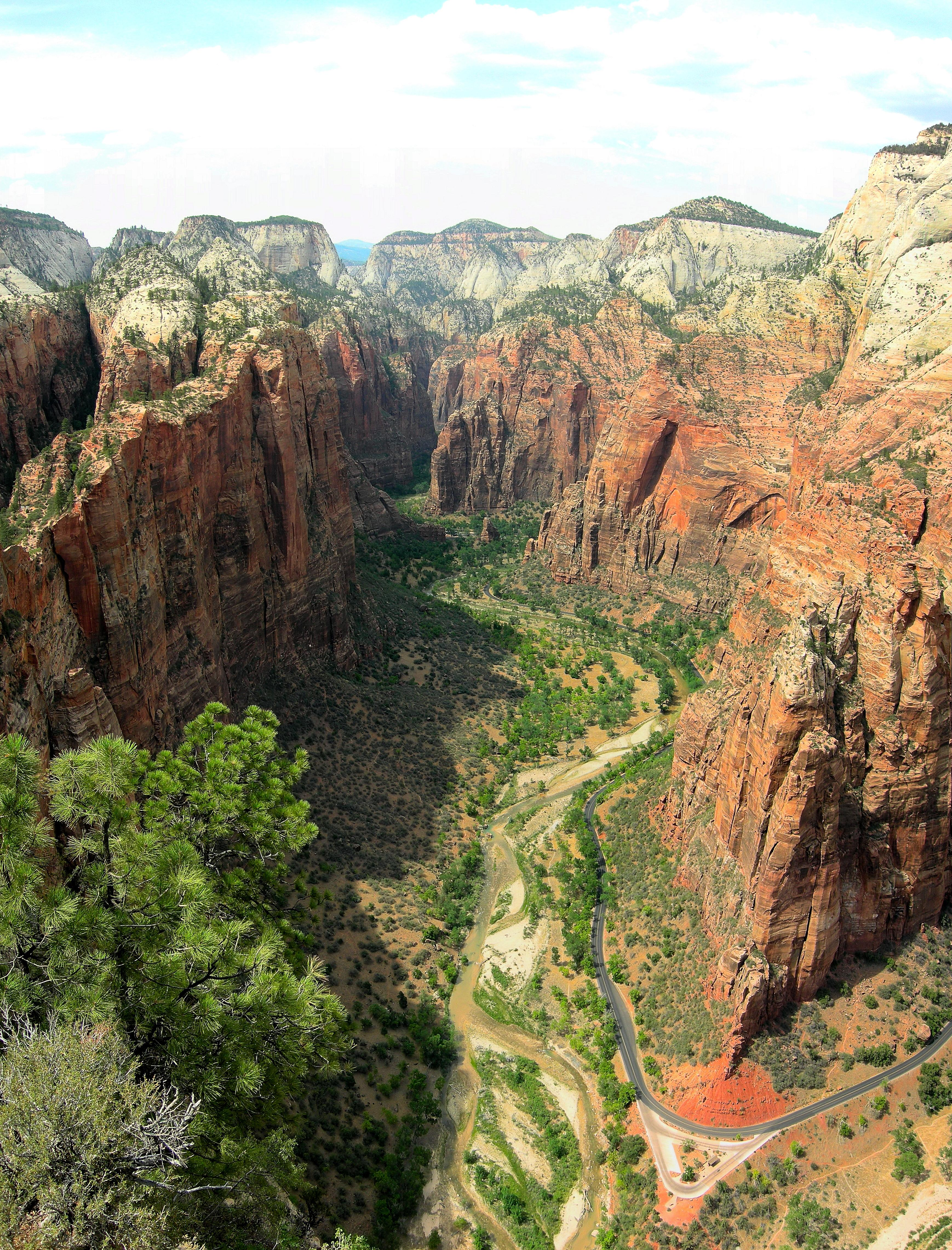
협곡의 넓은 전경

협곡의 시작은 보통 거의 3,000 피트 (910 m) 깊이의 수직 벽으로 둘러싸인 자연 원형극장인 시나와바 사원으로 정의된다. 그러나 협곡은 훨씬 더 상류에서 시작하여 내로우를 거쳐 약 16 마일 (26 km) 남쪽으로 뻗어 시나와바 사원에 도달한다. 이 사원에서는 봄철 해빙기나 폭우 후 노스포크의 계절 지류가 높은 폭포를 이루며 떨어진다. 이후 협곡은 국립공원을 가로질러 남서쪽으로 뻗어 나가며, 일부 구간은 2,000 피트 (610 m) 깊이에 이른다. 협곡 가장자리는 사막이 지배적이지만, 협곡 바닥은 숲과 노스포크 버진강의 물을 공급받는 하안지대를 지탱한다. 협곡은 파인 크릭 협곡과 합류하여 국립공원을 벗어나 스프링데일 마을을 지나 구불구불 이어진다. 협곡의 끝은 버진강과 만나는 지점으로, 강이 궁극적으로 흘러들어가는 미드호에서 북동쪽으로 약 100 마일 (160 km) 떨어져 있다.
자이언 캐년 도로와 자이언-마운트 카멜 고속도로는 협곡을 가로지르는 두 개의 주요 도로이다. 자이언 캐년 도로는 시나와바 사원에서 끝나며, 이곳에서 리버사이드 워크 트레일은 강을 따라 상류로 이어져 자이언 내로우의 하류 끝에 도달한다. 더 상류의 하이킹 트레일은 내로우로 내려가며, 이곳의 협곡 바닥은 평균 20 피트 (6.1 m) 너비이다. 수위가 충분히 낮을 때 내로우에서의 하이킹이 허용되지만, 폭우 후 돌발홍수가 빠르게 발생할 수 있다. 자이언 협곡 배수 지역의 많은 곳은 흙 덮개가 거의 없거나 전혀 없어, 매우 짧지만 강한 폭풍우 유출을 야기한다. 반면에 주요 자이언 협곡의 대부분 바닥은 거의 1,000 피트 (300 m) 너비이며, 강이 퇴적한 퇴적물로 풍부하다. 협곡 내 강의 지류로는 딥, 콜로브, 구스, 파인, 오크 크릭 등이 있다.

## 지질 및 역사

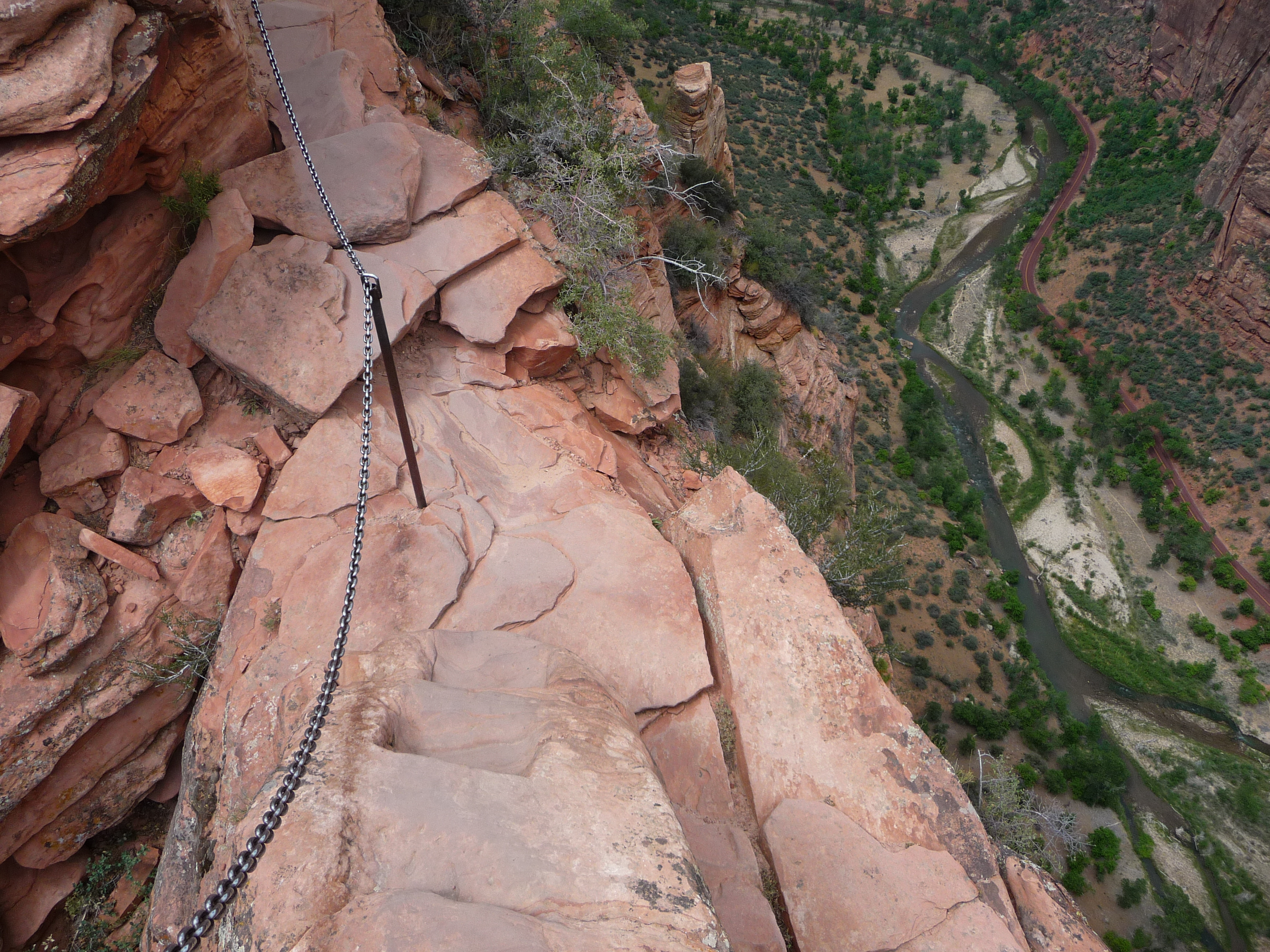
엔젤스 랜딩 트레일의 좁은 지점에서 바라본 자이언 협곡, 거대한 수직 지형을 보여준다

지질학적으로 자이언 협곡은 나바호 사암 콜로라도고원의 일부로, 처음 융기했을 때 많은 균열과 틈이 있었으며, 그중 하나가 노스포크 버진강에 의해 잘려 자이언 협곡이 되었다. 강은 협곡을 침식하는 가장 큰 힘이었는데, 주로 돌발홍수에 의해 이루어졌고, 강물의 평균 유량은 매우 적다. 이러한 상대적으로 빠른 침식은 많은 계절 지류에 매달린 계곡을 남겼다. 일부 가장 큰 지류는 계곡 바닥과 거의 동일한 고도까지 침식되었다.
침식은 계속해서 협곡 벽을 깎아내어 자연 아치와 기타 암석 지형을 만들어낸다. 버진강이 아직 침식할 수 있는 수직 기반암이 1,000 피트 (300 m) 더 남아있다고 여겨진다. 협곡 벽의 균열에 얼음이 끼어드는 현상으로 자주 발생하는 중력 사면 이동은 계곡을 넓히는 또 다른 힘이다. 나바호 사암층은 쉽게 침식되며 매우 다공성인 것으로 알려져 있다. 협곡 전체에 걸쳐 불안정한 지질이 만연하며, 가끔씩 발생하는 산사태는 협곡에 임시 호수를 형성했는데, 가장 최근의 호수는 약 4,000년 전이었다. 협곡의 깊이가 극심하기 때문에 주변 지하수의 공급을 받는 많은 샘이 있어 협곡의 물이 연중 내내 흐를 수 있다.
몰몬교도들은 1850년대 후반 버진강 하류 지역에서 이주했다. 몰몬교 정착민 중 한 명인 아이작 베허닌이 협곡에 이름을 붙인 것으로 알려져 있다. 협곡을 감상하던 베허닌은 "사람은 인공적인 교회에서만큼이나 이 위대한 대성당들 사이에서도 하나님을 숭배할 수 있습니다. 이곳은 시온입니다"라고 말했다고 전해지지만, 또 다른 표현도 보고되었다. 시온이라는 용어는 성경 전반에 걸쳐 자주 발견되며, 문자적 장소와 비유적 장소 모두를 지칭할 수 있다. 많은 기독교인들에게 시온은 하나님께서 평화, 안전, 안식을 위해 정하신 장소를 의미한다.
탐험가 존 웨슬리 파월은 협곡의 원주민 이름이라고 알려진 무쿤투윕이라는 이름을 붙인 것으로 알려져 있다. 1909년에 협곡은 처음으로 국립기념물로 지정되었고, 1919년에는 국립공원으로 선포되었다. 파인 크릭 협곡과 하류 자이언 협곡을 가로지르는 자이언-마운트 카멜 고속도로는 1930년에 처음 개통되었다.

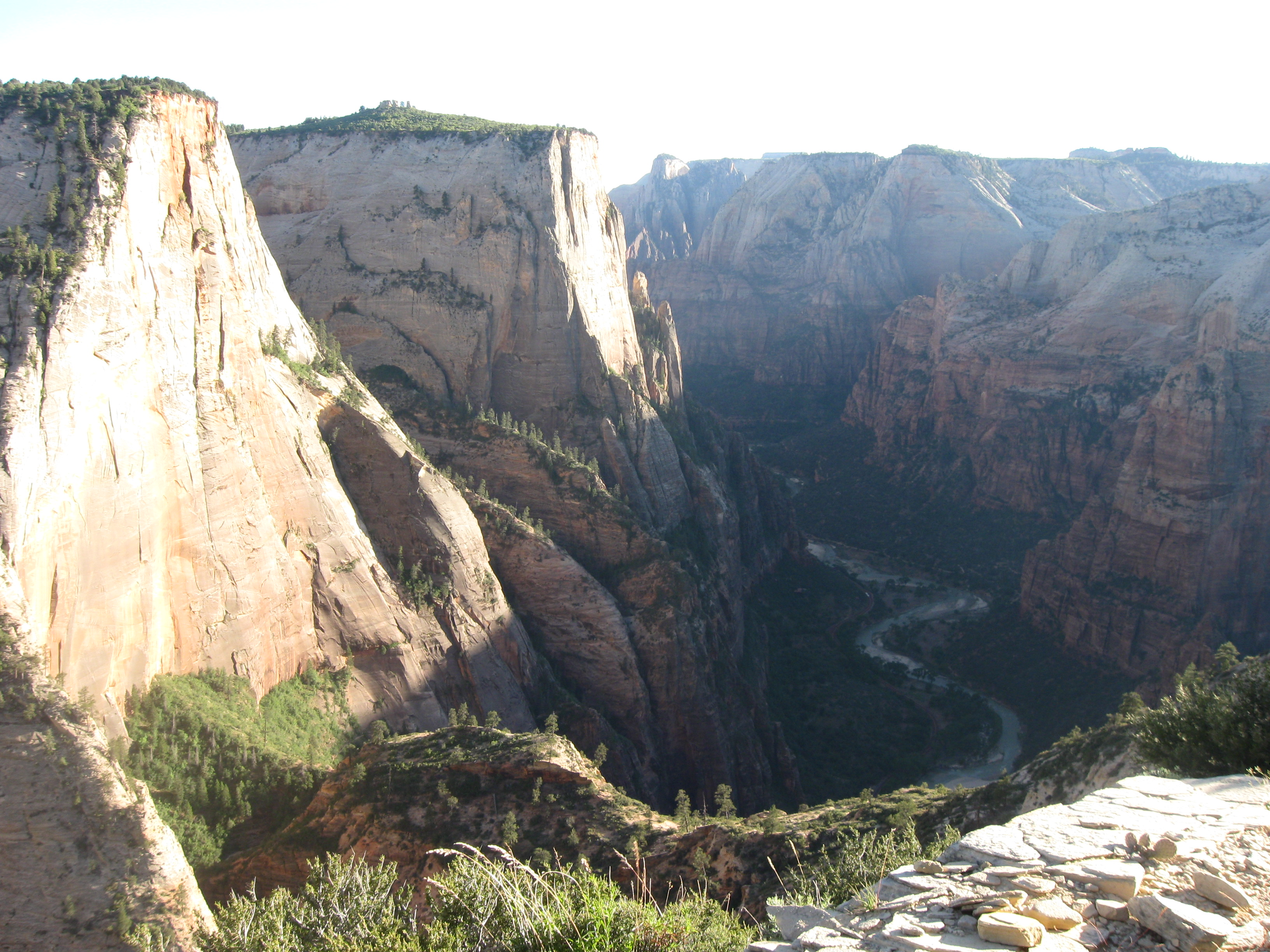
옵저베이션 포인트로 가는 길에서 바라본 자이언 협곡

## 같이 보기
- 자이언 및 콜로브 협곡 지역의 지질